# Les Costans
Les Costans (breton : Kostann) sont une île appartenant à l'archipel des Sept-Îles, en Bretagne.

## Géographie
Il s'agit en réalité d'un gros amas rocheux. Elle fait partie de la réserve naturelle nationale des Sept-Îles. On peut surtout l'apercevoir à marée basse.